# Черноблер В.
Черноблер В. — український кінорежисер.
В 1919—1920 рр. ставив агітаційні фільми в Одесі і Ялті, зокрема:
- «Павуки і мухи» (1919)
- та «Два світи» (1920, у співавт. з А. Аркатовим).